# Jean de Scythopolis
Dans la première moitié du VIe siècle, Jean de Scythopolis, en Palestine, écrivit des traités (perdus) contre le monophysisme. Des scholies sur l'œuvre du pseudo-Denys ont été conservées en grec, en syriaque et en latin. Dans cette dernière langue, elles ont été traduites par Anastase le Bibliothécaire qui les a ajoutées en notes marginales à la traduction du corpus dionysien par Jean Scot.
Il fut évêque de Scythopolis de 536 à 550.
Il critique le monophysisme, qui ne reconnaît dans la personne du Christ que sa nature divine. La doctrine monophysite est déclarée hérétique lors du Concile de Chalcédoine en 451,. Jean de Scythopolis défend la thèse de la double nature du Christ, à la fois humaine et divine.
Il a écrit un livre contre Sévère d'Antioche, qui défendait la doctrine monophysite, mais il n'a pas été conservé.
Il ne nous reste que des scholies en marge d'un manuscrit sur Les noms divins du pseudo-Denys, d'abord attribuées à Maxime le Confesseur, mais dont Jean de Scythopolis semble être le principal auteur,.

## Édition
- CPG 6850-6852